# Potamogeton richardsonii
Potamogeton richardsonii là một loài thực vật có hoa trong họ Potamogetonaceae. Loài này được (A.Benn.) Rydb. miêu tả khoa học đầu tiên năm 1905.